# Квеби
Квеби (груз. ქვები) — село в Грузии, на территории Харагаульского муниципалитета края (мхаре) Имеретия.

## География
Село находится в западной части Грузии, на левом берегу реки Чхеримелы, на расстоянии 12 километров к юго-востоку от посёлка городского типа Харагаули, административного центра муниципалитета. Абсолютная высота — 669 метров над уровнем моря.

## Население
По результатам официальной переписи населения 2014 года, в Квеби проживало 219 человек (109 мужчин и 110 женщин). В национальной структуре населения грузины составляли 99,1 %, русские — 0,9 %.
| Год  | Население, человек |
| ---- | ------------------ |
| 2002 | 405                |
| 2014 | ↘ 219              |